# 篮球 (球)

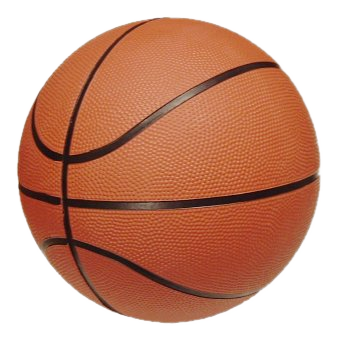
篮球

籃球是一種使用在籃球運動中的球類。籃球依照其用途不同，有不同的大小，可以小到直徑只有數英寸的推廣用球，也可以大到直徑一英尺的訓練活動用球。例如青少年籃球的周長為27英寸（69），而國家大學體育協會（NCAA）男子籃球的球周長最大為30英寸（76），NCAA女子籃球的球周長最大為29英寸（74）。NBA的標準籃球周長為29.5英寸（75），WNBA的籃球周長最大為29英寸（74）。國中或高中聯盟一般會選用NCAA、NBA或WNBA大小的球。籃球必須是正圓體，外皮一般使用皮、橡膠或合成物質等材質製成，重量約為600至650克。籃球需要打氣後，才能正常用於籃球運動。
只要有球場、篮板、篮筐、籃網及篮球就可以進行篮球運動，除了正式比賽外，不需要其他的設備。在比賽中，球員需要持續的將球拍向地面，並使其反彈（運球）、將球傳給其他球員（傳球）或是將球投向籃框（投籃）。篮球需要非常耐用，而且方便用手抓取。篮球也可以用來表演一些特技，例如將籃球放在豎起的手指上，並使其旋轉（轉球）。在籃球比賽中也有一些特殊的投籃動作，例如灌籃。

## 结构
篮球由如下部件构成：
1. 内胆：即球胆，在篮球的最里层，由黑色橡胶制成。
2. 缠丝：在球的内胆表面均匀缠绕的一条篮球专用尼龙丝。它对球胆可形成一层保护层，但不是每种篮球都采用缠丝。也有的篮球使用纱布替代。
3. 中胆：内胆和表皮之间的橡胶支撑结构。
4. 表皮：分为真皮、橡胶、合成皮（超细强力纤维、PU、PVC等）三大类。
5. 球嘴：又稱氣嘴，对篮球充气时的通道。

## 气压要求
比赛用篮球球内气压的测量方法为：以从球底部量起约1.8公尺的高度落到比赛场地上，其反弹高度，从球的顶部量起不得低于1.2公尺，或高于1.4公尺。

## 尺寸
| 尺寸號碼 | 適用     | 圓周       | 直徑    | 重量      | 備註                       |
| -------- | -------- | ---------- | ------- | --------- | -------------------------- |
| 7        | 成年男子 | 750–770 mm | 24.6 cm | 600–650 g | 14歲以上男生               |
| 6        | 成年女子 | 700–740 mm | 22.6 cm | 510–550 g | 14歲以下男生、14歲以上女生 |
| 5        | 青少年   | 690–710 mm | 22 cm   | 470–500 g |                            |
| 4        | 兒童     | 650–670 mm | 20 cm   | 400–450 g | 7~13歲                     |
| 3        | 幼兒     | 550–570 mm | 18 cm   | 280–340 g | 迷你款。4~6歲              |
| 1        | 寶寶     | 410–450 mm | 13 cm   | 125–150 g | 3歲以下                    |

## 生产厂家
- 斯伯丁（Spalding）
- 威爾森運動用品（Wilson Sporting Goods，NCAA專用球）
- Molten（摩騰）
- 羅林斯運動用品（Rawlings Sporting Goods）
- 耐克（Nike）
- 李宁（Li-Ning)
- Joerex
- Star
- Train（火車頭）
- 詠冠（Conti)
- 愛可賽（Excess)
- 迪卡儂（Tarmak）

## 图片

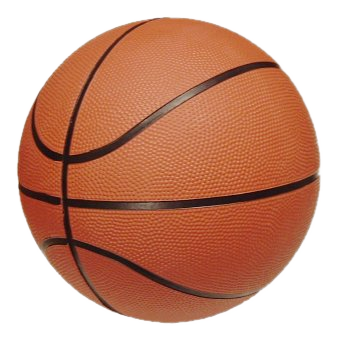
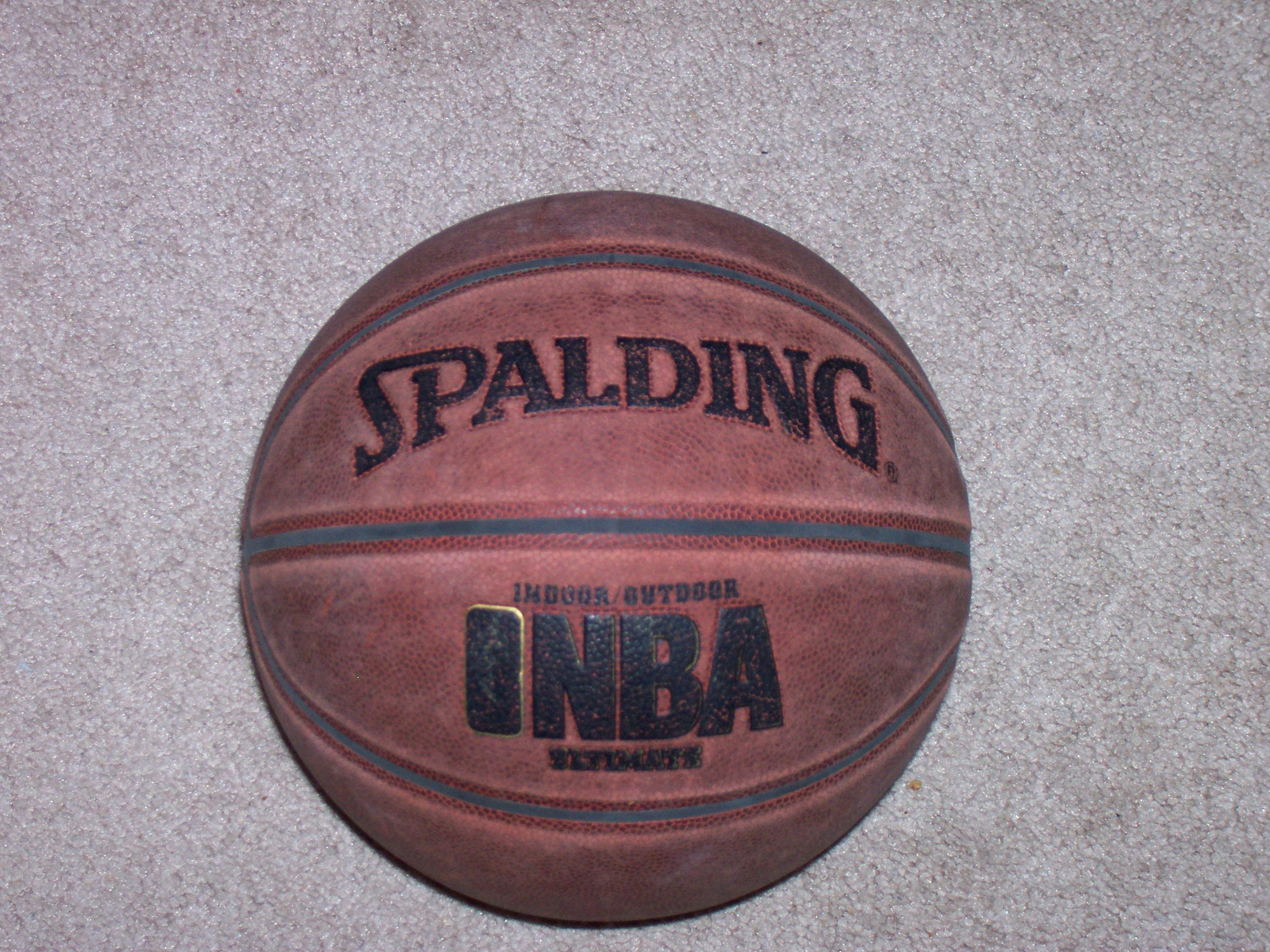
斯伯丁篮球
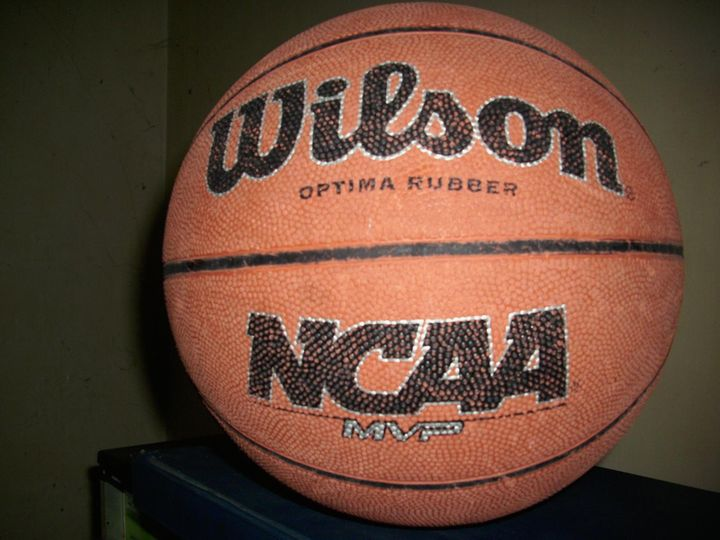
威爾森篮球
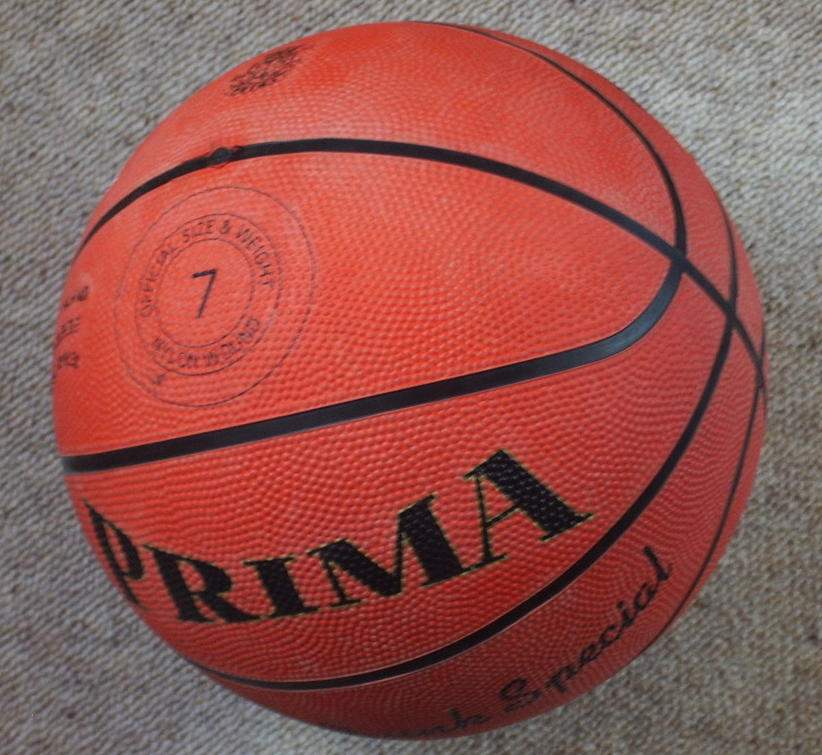
PRIMA篮球
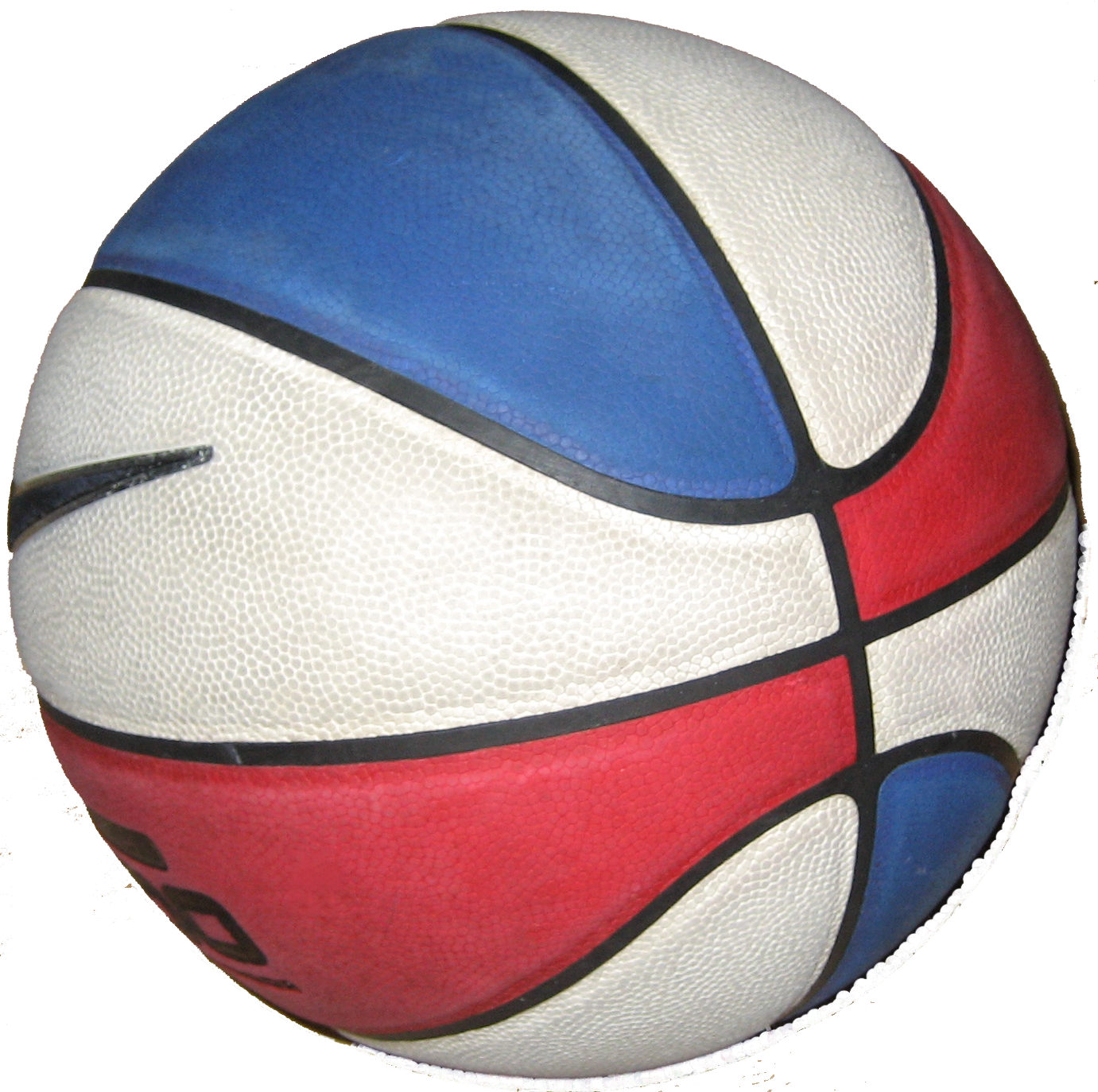
彩色篮球
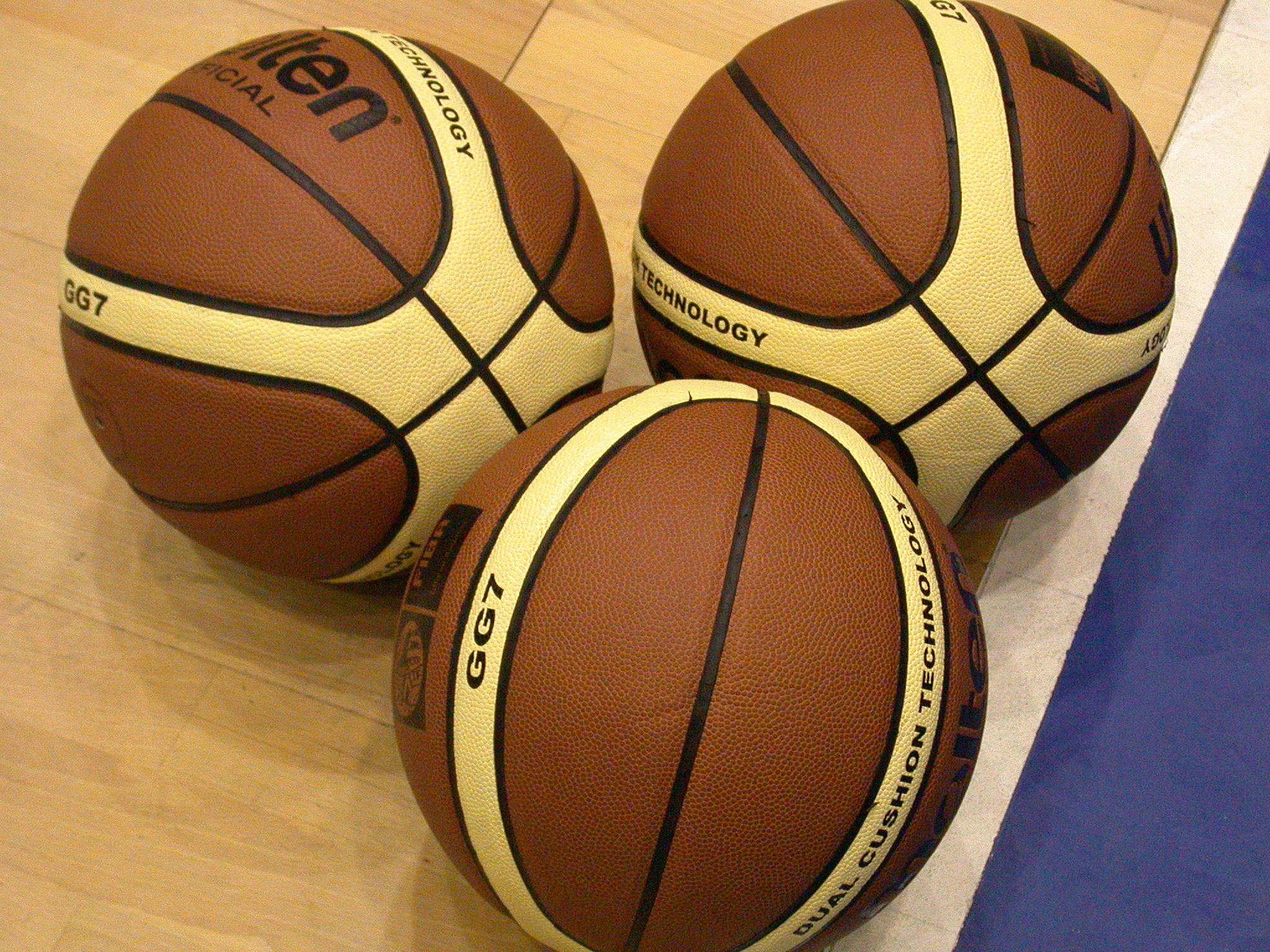
FIBA比赛用球
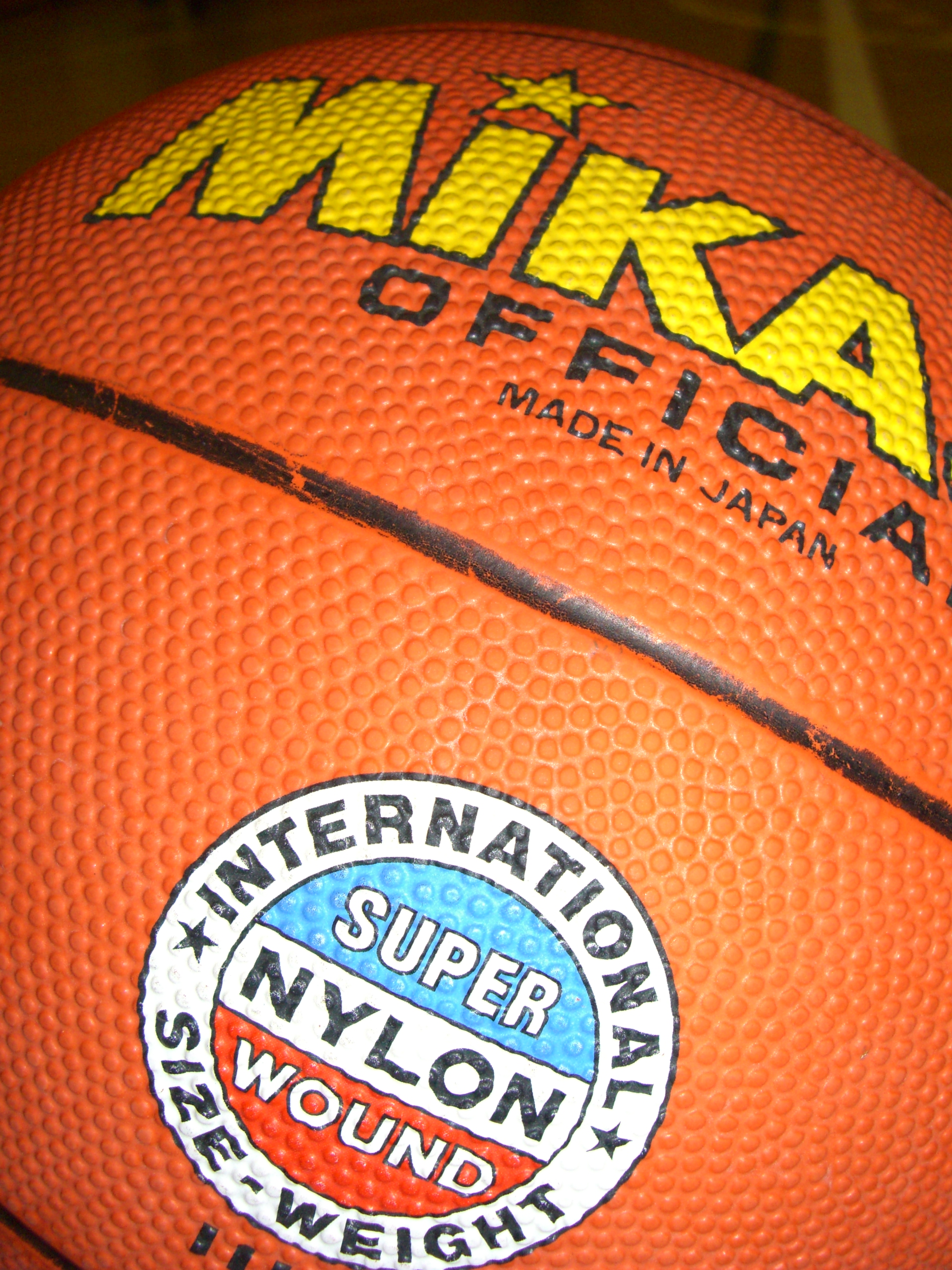
Mikasa篮球
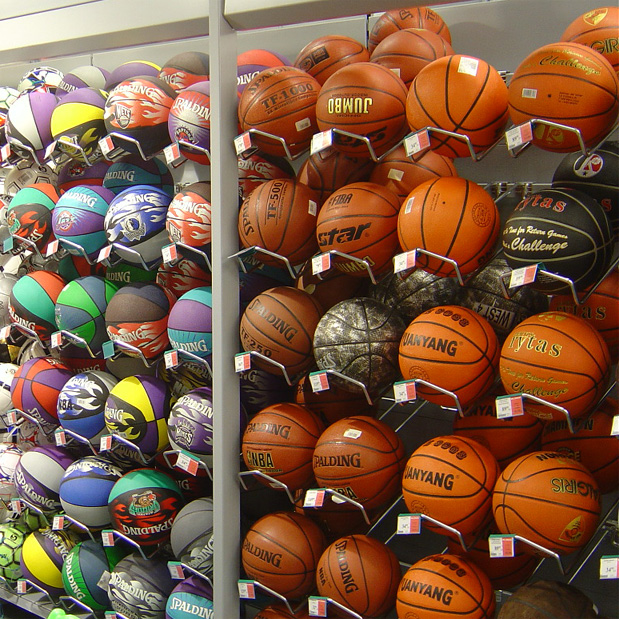
器材店的球架